# ダニエル・カルデナス
ダニエル・"ダニ"・カルデナス・リンデス（Daniel "Dani" Cárdenas Lindez、1997年3月28日 - ）は、スペイン・タラサ出身のサッカー選手。ラージョ・バジェカーノ所属。ポジションはゴールキーパー。

## クラブ経歴
カタルーニャ州バルセロナ県タラサに生まれ、2014年1月、FCバルセロナやRCDエスパニョールのカンテラを経てレバンテUDのカンテラに加入した。2016-17シーズン、レバンテのリザーブチームに昇格し、2016年8月26日にセグンダ・ディビシオンBのCDアトレティコ・バレアレスでシニアデビューを飾った。
2017年からレバンテのトップチームに帯同するようになるが、常に第3GKの立場であり、なかなか出場機会はやってこなかった。2020年3月12日、2年間の契約延長をした。
2020年11月27日、この日のレアル・バリャドリード戦でアイトール・フェルナンデスの負傷により、急遽出番が回ってきた。これがカルデナスにとってのトップチームデビューとなった。
2021-22シーズンは、シーズン開幕後からフェルナンデスと激しいポジション争いを繰り広げ、中盤以降は完全に正GKの座を奪取した。しかしチームは最下位で六季ぶりの降格となった。
2023年8月18日、ラージョ・バジェカーノへ移籍し、4年契約を結んだ。